# 澤口たまみ
澤口たまみ（さわぐち たまみ、1960年 - ）は、日本のエッセイスト、絵本作家。
1960年岩手県盛岡市生まれ。1978年岩手県立盛岡第一高等学校卒業。1982年岩手大学農学部卒業。専攻は応用昆虫学。1983 - 1987年岩手県立博物館展示解説員。1989年同大学院農学研究科修士課程修了。1985年頃から自然をテーマにした文章を書いたり児童を対象にした自然観察会を開いたりするようになる。1990年『虫のつぶやき聞こえたよ』で日本エッセイストクラブ賞を受賞。2017年『わたしのこねこ』（絵：あずみ虫）で産経児童出版文化賞美術賞を受賞。

## 著書
- 虫のつぶやき聞こえたよ 白水社 1989.10  のちＵブックス
- 岩手の野草百科 岩手日報社出版部編 岩手日報社 1990.6 (カラー百科シリーズ)
- それぞれの賢治 世界文化社 1992.11 (ネイチャーブックス)
- キラキラ光って、きれい 虫たちの身近な話 徳間書店 1993.5
- プロポーズはやめられない 虫たちの恋愛事情 講談社 1994.2
- 何てったって、虫が好き! 大日本図書 1995.9 (きみだけの生きかた)
- ひみつの友だち、みつけたよ! 大日本図書 1998.9
- 知ってるようで知らないご近所の虫 子ども昆虫記 学習研究社 1999.10 (科学読み物シリーズ)
- 働きバチはなぜ女王バチに魅せられるのか 2001.11 (廣済堂文庫)
- いきもの 福音館書店 2002.5 (みつけたよ!自然のたからもの)
- くさばな・木 福音館書店 2002.5 (みつけたよ!自然のたからもの)
- あそび 福音館書店 2002.5 (みつけたよ!自然のたからもの)
- いもむしけむし 福音館書店 2003.2
- むしっこいちば 教育画劇 2004.7
- わたしのあかちゃん 福音館書店 2006.3 (かがくのとも傑作集)
- たまむし日記 虫のすむ家*雑草の庭 ツーワンライフ 2007.4
- 昆虫楽園 インセクト・パラダイス 山と溪谷社 2008.4
- 親子で読みたい「宮沢賢治」 心を育てる名作ガイド 2009.2 (PHP文庫)
- 宮澤賢治愛のうた 盛岡出版コミュニティー 2010.4 (もりおか文庫)
- 新版 宮澤賢治愛のうた 2018.4 (夕書房)

## 翻訳
- 庭仕事の素敵な友だち アリソン・M.スターチャー 筑摩書房 1997.6

## 参考
- 著書の紹介文